# Kapuzinerkirche Werfen

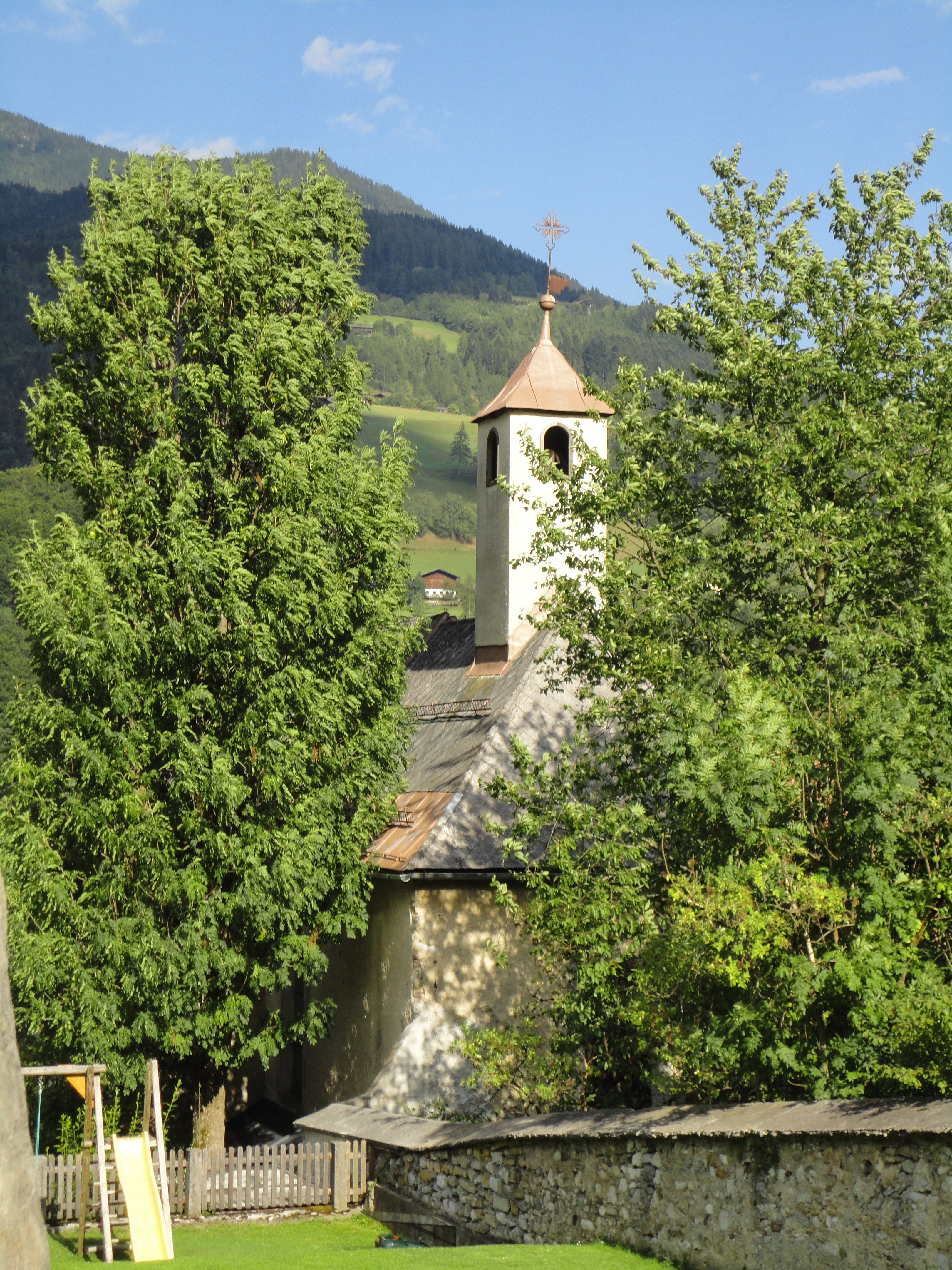
Kapuzinerkirche Werfen

Die römisch-katholische Kapuzinerkirche Werfen steht in der Marktgemeinde Werfen im Bezirk St. Johann im Pongau im Land Salzburg. Die ehemalige Kapuzinerkirche Mariahilf gehört zum Dekanat Altenmarkt in der Erzdiözese Salzburg. Die Kirche und das Klostergebäude stehen unter Denkmalschutz.

## Geschichte
Die Kirche und das Kloster wurden 1737 unter dem Erzbischof von Salzburg Leopold Anton von Firmian mit dem Bauleiter Bruder Benno Gelpio erbaut. Das Kloster wurde 1981 verkauft.

## Architektur
Die Kirche und das ehemalige Kloster stehen westlich über dem Markt und sind von dort über eine gedeckte Holzstiege erreichbar. Die Kirche ist ein einfacher nach Westen ausgerichteter Saalbau. Der einstige Klostertrakt schließt direkt südseitig an die Kirche an. An der Ostseite ist ein Vorbau mit der Klosterpforte links und dem Kirchenportal rechts.

## Ausstattung
Die stilistisch sehr einheitliche Ausstattung mit einem Säulenhochaltar, Seitenaltären und Ambo stammt aus dem Baujahr. Sämtliche Altarbilder wurden vom Salzburger Hofmaler Jacob Zanusi geschaffen. Das Mittelbild des Hochaltars zeigt die Verehrung des Gnadenbildes Mariahilf durch die Engel, die schmalen seitlichen Bilder zeigen rechts den hl. Antonius von Padua mit dem Jesuskind und links die Stigmatisation des hl. Franziskus, im kleinen Aufsatzbild ist der auf Wolken sitzende Gottvater mit der Taube des Heiligen Geistes dargestellt. Die Seitenaltarbilder zeigen rechts den Almosen verteilenden hl. Josef von Leonessa und im Aufsatz den hl. Johannes Nepomuk sowie links das Martyrium des hl. Fidelis von Sigmaringen und im Aufsatz den hl. Josef.
Es gibt Glocken aus dem Jahr 1763 und eine Glocke aus dem Jahr 1875.